# Hearts in Dixie

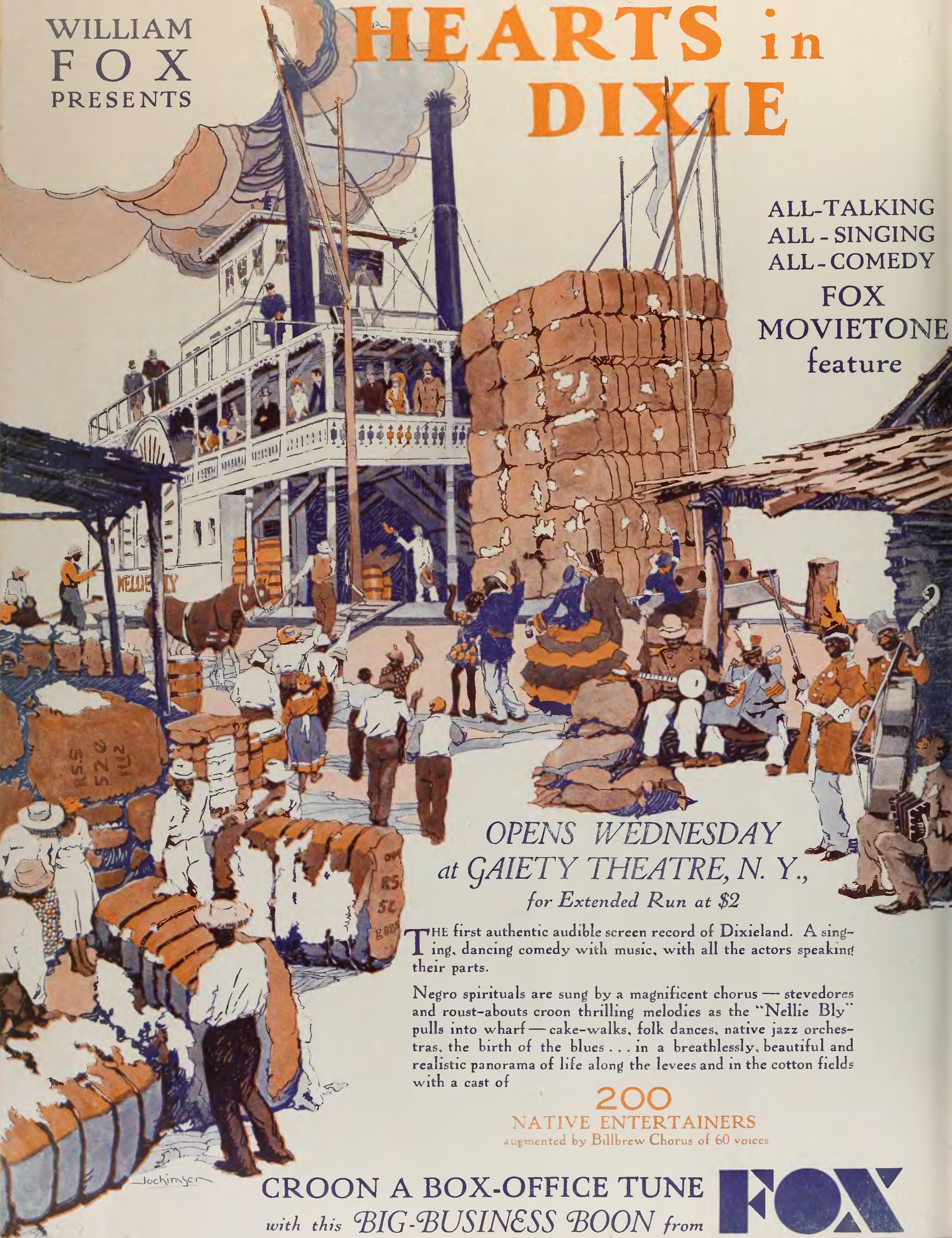
Annonce du film dans le magazine The Film Daily.

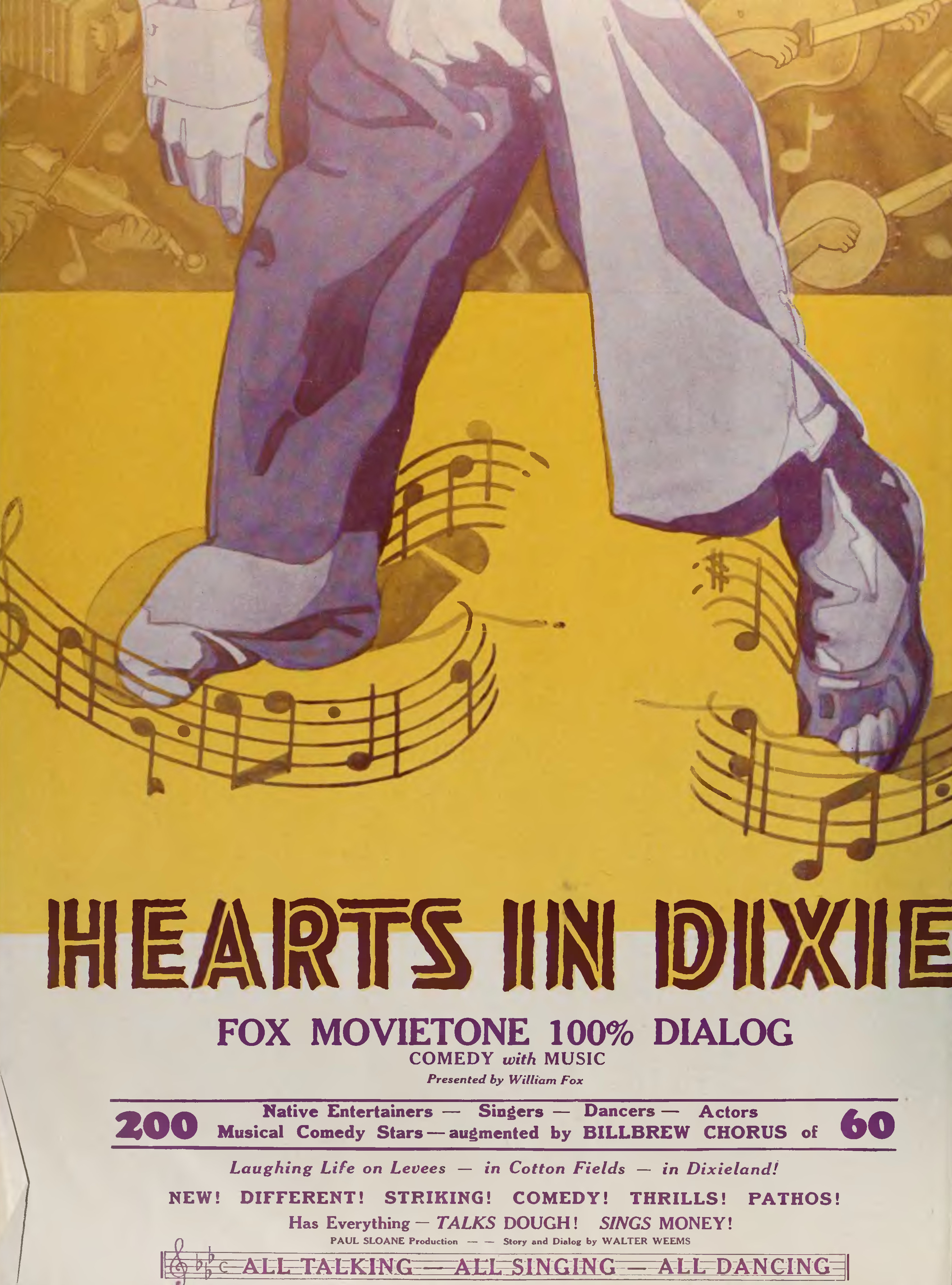
Autre annonce du film dans le magazine The Film Daily.

Hearts in Dixie est un film américain réalisé par Paul Sloane et sorti en 1929. C'est le premier film entièrement parlant d'un grand studio de cinéma mettant en avant une distribution afro-américaine. Ce film musical est axé sur la musique et la danse afro-américaine, sorti par la Fox quelques mois avant Hallelujah ! de leur concurrent Metro-Goldwyn-Mayer.

## Synopsis
Il n'y a pas de scénario proprement dit. Le film est une série de scènes sans lien entre-elles, célébrant l'avènement de la technologie du son dans le contexte de la musique noire. Hearts in Dixie se déroule comme une série de croquis de la vie des Noirs américains. Bien que les personnages ne soient pas des esclaves, ils sont néanmoins des stéréotypes raciaux au regard des images blanches contemporaines de l'époque,.

## Fiche technique
- Réalisation : Paul Sloane
- Scénario : Walter Weems
- Photographie : Glen MacWilliams[3]
- Producteur : William Fox
- Montage : Alexander Troffey[3]
- Distributeur : Fox Film Corporation
- Genre : Film musical
- Durée : 71 minutes
- Date de sortie :
  - États-Unis : 10 mars 1929

## Distribution
- Stepin Fetchit : Gummy
- Clarence Muse : Nappus
- Eugene Jackson : Chinquapin
- Bernice Pilot : Chloe
- Clifford Ingram : Rammey
- Mildred Washington : Trallia
- Zack Williams : Deacon
- Gertrude Howard : Emmy
- Dorothy Morrison : Melia
- Vivian Smith : Violet
- A.C.H. Bilbrew : Voodoo Woman
- Richard Carlyle : White Doctor
- The Billbrew Chorus